# Степанце
 Тази статия е за кумановското село.  За велешкото вижте Степанци.  
Степанце или Степанци (на македонска литературна норма: Степанце) е село в Северна Македония, в община Старо Нагоричане.

## География
Селото е разположено в областта Средорек.

## История
В края на XIX век Степанце е село в Кумановска каза на Османската империя. Според статистиката на Васил Кънчов („Македония. Етнография и статистика“) от 1900 г. Степанци е населявано от 380 жители християни.
По данни на секретаря на екзархията Димитър Мишев („La Macédoine et sa Population Chrétienne“) в 1905 година във Степанци има 400 българи екзархисти и 6 цигани. Според секретен доклад на българското консулство в Скопие всичките 45 къщи в селото през 1904 година под натиска на сръбската пропаганда в Македония признават Цариградската патриаршия.
През октомври 1910 година селото пострадва по време на обезоръжителната акция на младотурците. Лазар Иванов умира от побоя на властите.
При избухването на Балканската война в 1912 година 2 души от Степанце са доброволци в Македоно-одринското опълчение.
Според преброяването от 2002 година селото има 88 жители, всички северномакедонци.